# Dipoena woytkowskii
Dipoena woytkowskii là một loài nhện trong họ Theridiidae.
Loài này thuộc chi Dipoena. Dipoena woytkowskii được Herbert Walter Levi miêu tả năm 1963.